# Келкед
Келкед (мађ. Kölked) је село у Мађарској, у крајње јужном делу државе. Село управо припада Мохачком срезу Барањске жупаније, са седиштем у Печују.

## Природне одлике
Насеље Келкед налази у крајње јужном делу Мађарске, близу државне границе са Хрватском. Најближи већи град је Мохач.
Историјски гледано, село припада мађарском делу Барање. Подручје око насеља је равничарско (Панонска низија), приближне надморске висине око 85 м. Источно од насеља протиче Дунав, који у овом делу прави простране мочваре Карапанџа.

## Становништво
Према подацима из 2013. године Келкед је имао 1.048 становника. Последњих година број становника опада.
Претежно становништво у насељу су Мађари римокатоличке вероисповести.

### Попис1910.
| Келкед | Келкед |
| --- | --- |
| Језик | Вера |
| <div style="border:solid transparent;position:absolute;width:100px;line-height:0;<div style="border:solid transparent;position:absolute;width:100px;line-height:0; укупно: 938 Мађарски 936 (99,78%) Немачки 2 (0,21%) - (-%) | укупно: 938 Калвинисти 632 (67,37%) Римокатолици 185 (19,72%) Православци 119 (12,68%) Лутерани 2 (0,21%) |

Напомена: Исказано заједно са бившим делом насеља Ердесхаз, који је 1952. прикључен новом самосталном насељу Хоморуд.